# Луселія Сантуш
Марія Луселія дус Сантуш (порт. Maria Lucélia dos Santos; нар. 20 травня 1957, Санту-Андре, Сан-Паулу) — бразильська акторка.
Виконавиця головної ролі в телесеріалі «Рабиня Ізаура».

## Життєпис
В Україні відома в основному як виконавиця головної ролі в телевізійному серіалі «Рабиня Ізаура» (1976—1977). Свою першу роль актриса виконала у віці 14 років, зігравши в театральній п'єсі «Дон Кіхот Мула Манча і його вірний супутник Зе Чупанса» (Dom Chicote Mula Manca e seu fiel companheiro Zé Chupança). Незабаром після цього талант молодої актриси зауважив театральний викладач Еуженіо Куснет і запросив її на театральні курси в Сан-Паулу. У 1976 році Луселія, що не мала раніше досвіду зйомок на телебаченні, запрошують виконати головну роль в телесеріалі «Рабиня Ізаура».
Після феноменального успіху цієї теленовели запрошення слідують одне за іншим: найбільш успішними стали такі телесеріали, як «Дурний Купідон» (Estúpido Cupido), «Жива вода» (Água Viva), «Війна статей» (Guerra dos sexos), «Сеньйорита» (Sinhá Moça). Крім цього, Сантос також знялася більш ніж в 20 кінокартинах. У 1980 році Луселія Сантуш позувала для бразильського Playboy. В кінці 1980-х років актриса розриває контракт з телекомпанією «Globo» і йде на конкуруючий канал «Rede Manchete» де виконує роль в теленовела «Кармен» (Carmem), «Бразилійки і бразильці» (Brasileiras e brasileiros), «Дона Анжа» (Dona Anja) та інших серіалах.
Луселія Сантус також є режисером двох документальних картин — «Точка змін: Китай сьогодні» (1996) і «Східний Тимор: Насильство, якого ніхто не побачив» (2000).
Її остання на сьогоднішній день роль на бразильському ТБ — дона Фауста в телесеріалі ТВ-компанії «Rede Record» 2006 року, «Громадянин Бразилії» (Cidadão Brasileiro).

## Особисте життя
Колишній чоловік — бразильський диригент Джон Нешлінг, син — актор Педро Нешлінг.
За віросповіданням Луселія Сантус — буддистка. Вона почала практикувати цю релігію після відвідування Тибету. Луселія дружить з кришнаїтами і по неділях відвідує кришнаїтський храм в Ріо-де-Жанейро, який вважає своїм найулюбленішим місцем в місті.